# Maija Holopainen
Maija Holopainen (* 22. Februar 1978 in Liperi) ist eine finnische Biathletin.
Holopainen gab ihr internationales Debüt bei der Junioren-Weltmeisterschaft 1998 in Jericho und im kanadischen Val Cartier, wo sie im Einzel den 35. Platz und im Sprint den 48. Platz belegte. Bei den Biathlon-Europameisterschaften 2001 in der französischen Haute-Maurienne erzielte sie gemeinsam mit Satu Pöntiö, Anna-Liisa Häkkinen und Pirjo Urpilainen in der Staffel den achten Platz.
Ihren ersten Auftritt im Biathlon-Weltcup hatte sie 2002 mit der Staffel in Östersund, wo sie mit Eija Salonen, Sanna-Leena Perunka und Pirjo Urpilainen den siebten Platz erzielte. Am gleichen Weltcuport trat sie noch im Sprint an und wurde 73. Bis Ende 2003 hielt sie sich mit Platzierungen im letzten Drittel im Weltcup und tauchte danach erst wieder 2006 im IBU Cup auf. Bei den Biathlon-Europameisterschaften 2006 in Langdorf erreichte sie Platz 65 im Sprint. Ein Jahr später bei den Biathlon-Europameisterschaften 2007 in Bansko startete sie in drei Disziplinen und wurde im Sprint 44, im Einzel 32 und in der Verfolgung kam sie auf den 30. Platz.

## Biathlon-Weltcup-Platzierungen
Die Tabelle zeigt alle Platzierungen (je nach Austragungsjahr einschließlich Olympische Spiele und Weltmeisterschaften).
- 1.–3. Platz: Anzahl der Podiumsplatzierungen
- Top 10: Anzahl der Platzierungen unter den ersten zehn (einschließlich Podium)
- Punkteränge: Anzahl der Platzierungen innerhalb der Punkteränge (einschließlich Podium und Top 10)
- Starts: Anzahl gelaufener Rennen in der jeweiligen Disziplin
- Staffel: inklusive Mixed- und Single-Mixed-Staffeln

| Platzierung            | Einzel | Sprint | Verfolgung | Massenstart | Staffel | Gesamt |
| ---------------------- | ------ | ------ | ---------- | ----------- | ------- | ------ |
| 1. Platz               |        |        |            |             |         |        |
| 2. Platz               |        |        |            |             |         |        |
| 3. Platz               |        |        |            |             |         |        |
| Top 10                 |        |        |            |             | 3       | 3      |
| Punkteränge            |        |        |            |             | 6       | 6      |
| Starts                 | 4      | 10     | 2          |             | 6       | 22     |
| Stand: 11. Januar 2013 |        |        |            |             |         |        |